# Акопов, Егише Семёнович
Егише Семёнович Акопов (1902 — неизвестно) — советский хозяйственный, государственный и политический деятель.

## Биография
Родился в 1902 году. Член ВКП(б).
Участник Гражданской войны. В 1922 году служил в Каспийской военной флотилии, затем — в ЧК при СНК Азербайджанской ССР. С 1926 года работал в Народном комиссариате финансов Азербайджанской ССР, в 1938—1945 — заместитель народного комиссара финансов Азербайджанской ССР. В 1945—1951 годы — председатель Исполнительного комитета Нагорно-Карабахского областного Совета.
Избирался депутатом Совета Национальностей Верховного Совета СССР 2-го и 3-го созывов от НКАО.

## Награды
- орден «Знак Почёта»[2]
- орден Трудового Красного Знамени
- орден Ленина[1].